# Oxandra asbeckii
Oxandra asbeckii är en kirimojaväxtart som först beskrevs av August Adriaan Pulle, och fick sitt nu gällande namn av Robert Elias Fries. Oxandra asbeckii ingår i släktet Oxandra och familjen kirimojaväxter. Inga underarter finns listade i Catalogue of Life.